# Tautocerus hwamgsanus
Tautocerus hwamgsanus är en insektsart som beskrevs av Kuoh och Fang 19??. Tautocerus hwamgsanus ingår i släktet Tautocerus och familjen dvärgstritar. Inga underarter finns listade i Catalogue of Life.